# Ello
Ello és una comune (municipi) de la província de Lecco a la regió italiana de la Llombardia, situada a uns 40 km al nord-est de Milà i uns 8 km al sud-oest de Lecco. A 31 de desembre de 2004, tenia 1.202 habitants i una àrea de 2,4 km.
Ello fa frontera amb els municipis següents: Colle Brianza, Dolzago, Galbiate, Oggiono. Pertanyen al municipi les frazioni d'Arnerio, Baragiola, Boggia, Bosina, Fura, Malavoglia, Marconaga, Pressaco, Ronchetti, Vedizero, Zero.

## Evolució demogràfica
- 426 el 1751
- 417 el 1771
- 500 el 1805
- 1721 després de l'annexió de Dolzago el 1809
- 721 el 1853

La població és en creixement continuat i ha passat de 1.110 habitants l'any 2001 a 1.254 a 31/10/09.

## Història
Citada en un diploma de Frederic Barba-roja del 1162, seguí els fets històrics d'Oggiono i fou la llar dels Missaglia, una cèlebre família d'armers dels segles XV i XVI.